# Luiseth Materán
Luiseth Emiliana Materán Bolaño (sinh ngày 14 tháng 7 năm 1996) là một nữ diễn viên, nhà báo, người mẫu và người đẹp Venezuela. Cô đại diện cho Venezuela tại Hoa hậu Hoàn vũ 2021 được tổ chức tại Eilat, Israel và lọt vào Top 16 chung cuộc. Năm 2022, cô tiếp tục đại diện Venezuela tại Hoa hậu Hòa bình Quốc tế 2022 được tổ chức tại Jakarta, Indonesia vào ngày 25 tháng 10 năm 2022 và giành ngôi vị Á hậu 3.

## Tiểu sử
Materán sinh ra ở Los Teques, Miranda. Trước khi tham gia cuộc thi Hoa hậu Venezuela, cô đã lấy bằng cử nhân danh dự về Truyền thông xã hội do Đại học Công giáo Andrés Bello ở Caracas cấp. Sau đó, cô trở thành CCO của Red Social de Conocimiento CEOS.

## Các cuộc thi sắc đẹp

### Hoa hậu Hoàn cầu Venezuela 2015
Materán bắt đầu sự nghiệp thi hoa hậu của mình trong các cuộc thi trong nước cho bang Miranda. Năm 2015, cô tham gia Hoa hậu Hoàn cầu Venezuela.

### Hoa hậu Venezuela 2020
Sau khi được chọn một lần nữa để đại diện cho bang Miranda, lần này là tại Hoa hậu Venezuela 2020 và đã lọt vào Top 5 chung cuộc.

### Hoa hậu Hoàn vũ Venezuela 2021
Luiseth Materán, Hoa hậu Miranda và Top 5 chung cuộc của Hoa hậu Venezuela 2020 đã được Tổ chức Hoa hậu Venezuela bổ nhiệm là Hoa hậu Hoàn vũ Venezuela 2021.

### Hoa hậu Hoàn vũ 2021
Với tư cách là Hoa hậu Hoàn vũ Venezuela, Materán được quyền đại diện cho Venezuela tại Hoa hậu Hoàn vũ 2021 ở Eilat, Israel. Tuy được đánh giá cao nhưng cô đã dừng chân ở Top 16 chung cuộc.

### Hoa hậu Hòa bình Quốc tế 2022
Ngày 2 tháng 9 năm 2022, cô được chỉ định là đại diện của Venezuela tại Hoa hậu Hòa bình Quốc tế thay thế cho người đại diện ban đầu là Sabrina Deraneck. Cô đã chinh chiến tại Jakarta, Indonesia vào ngày 25 tháng 10 năm 2022 và dành được vị trí Á hậu 3 chung cuộc.
Trong vòng thi phát biểu của top 10, trong đó tất cả 10 thí sinh đủ điều kiện phải trình bày một thông điệp đồng hành với chiến dịch của cuộc thi "Hãy dừng chiến tranh và bạo lực", Bolaño đã tuyên bố:Chặng cuối là vòng trả lời câu hỏi, người dẫn chương trình đặt cùng một câu hỏi cho tất cả 5 thí sinh lọt vào chung kết liên quan đến cuộc chiến giữa Ukraine và Nga, "Nếu có cơ hội gửi thông điệp đến Tổng thống Nga Vladimir Putin, bạn muốn truyền tải thông điệp gì?".  Luiseth Emiliana Materán Bolaño đã trả lời: